# Милан Стојановић (фудбалер)
Милан Стојановић (28. децембар 1911 — ?) је био југословенски и српски голман.
Дебитовао је на голу БСК-а 11. децембра 1927. против Ференцвароша (4:2). Био је члан југословенске делегације која је учествовала на првом Светском првенству 1930. у Уругвају, али није играо на првенству.